# Ітан Торкіо
Ітан Торкіо (італ. Ethan Torchio; 8 жовтня 2000, Рим, Італія) — барабанщик італійського рок-гурту Måneskin, який переміг на «Євробаченні-2021» з піснею Zitti e buoni .

## Біографія
Народився 8 жовтня 2000 року в Римі, Італія у сім'ї режисера-документаліста. Має дев'ятьох братів та сестер від трьох різних матерів. Дитинство провів у селі Коллі, Монте-Сан-Джованні-Кампано, в центрі провінції Фрізоне, а три роки — на Коста-Ріці .
Свою першу барабанну установку отримав у 5 років. 
Із юності цікавився музикою, у 14 років почав брати уроки гри на барабанах, посилаючись на барабанщиків Арта Блейкі, Бадді Річа, Макса Роуча, Філа Коллінза, Ніла Пірта, Джона Бонема, Дейва Векла, Стіва Гедда, Бенні Греба та Джоджо Майєра. Його головним джерелом натхнення як професіонала є Стюарт Коупленд із гурту The Police .

### Кар'єра
Інші учасники гурту Måneskin — Даміано Давід, Вікторія де Анджеліс і Томас Раджі — познайомилися один з одним, будучи студентами, під час навчання в середній школі в Римі. Торкіо  приєднався до них у 2015 році, коли вони розмістили у Facebook оголошення «Потрібні музиканти» про барабанщика для завершення складу .
У 2017 році, після двох років виступів у ролі вуличних музикантів, гурт вирішив зареєструватися в 11 сезоні X Factor Italia, участь у якому принесла їм друге місце та підписання контракту з Sony Music .
Після перемоги на Санремо, разом з гуртом представив Італію на пісенному конкурсі «Євробачення 2021», де вони здобули перемогу .

## Особисте життя
Коли його запитали про його сексуальність, барабанщик назвав себе «сексуально вільним». В одному з інтерв'ю Торкіо розповів, що, будучи виходцем з багатодітної сім'ї, у нього природно є бажання створити сім'ю в майбутньому.
Торкіо завжди говорив, що самотній, але папараці фотографували його, як він цілується з дівчиною на ім'я Лаура Альфонсі Кастеллі, яка пізніше опублікувала їх спільну світлину з Коста-Ріки
 .